# Volga-Dnepr Airlines
Volga-Dnepr Airlines (rusky Волга-Днепр) je ruská letecká společnost, která se specializuje na přepravu nákladu. Byla založena v roce 1990 a sídlí ve městě Uljanovsk. Hlavním letištěm společnosti Volga-Dnepr Airlines je letiště Uljanovsk-Vostočnyj a kromě toho ještě využívá i letiště Jemeljanovo nedaleko Krasnojarsku.

## Flotila
Flotila společnosti Volga-Dnepr Airlines (stav z ledna 2018)

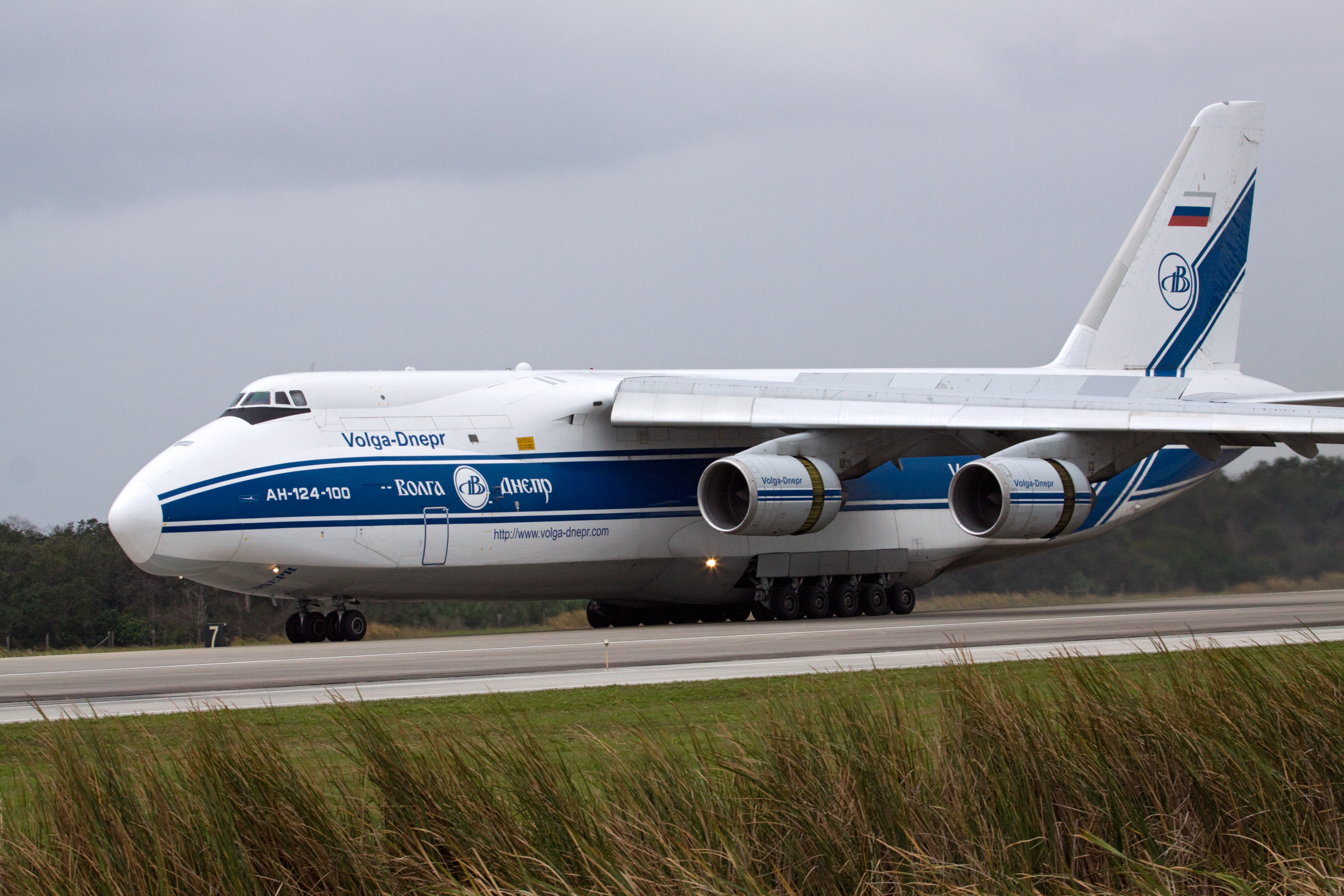
Antonov An-124-100
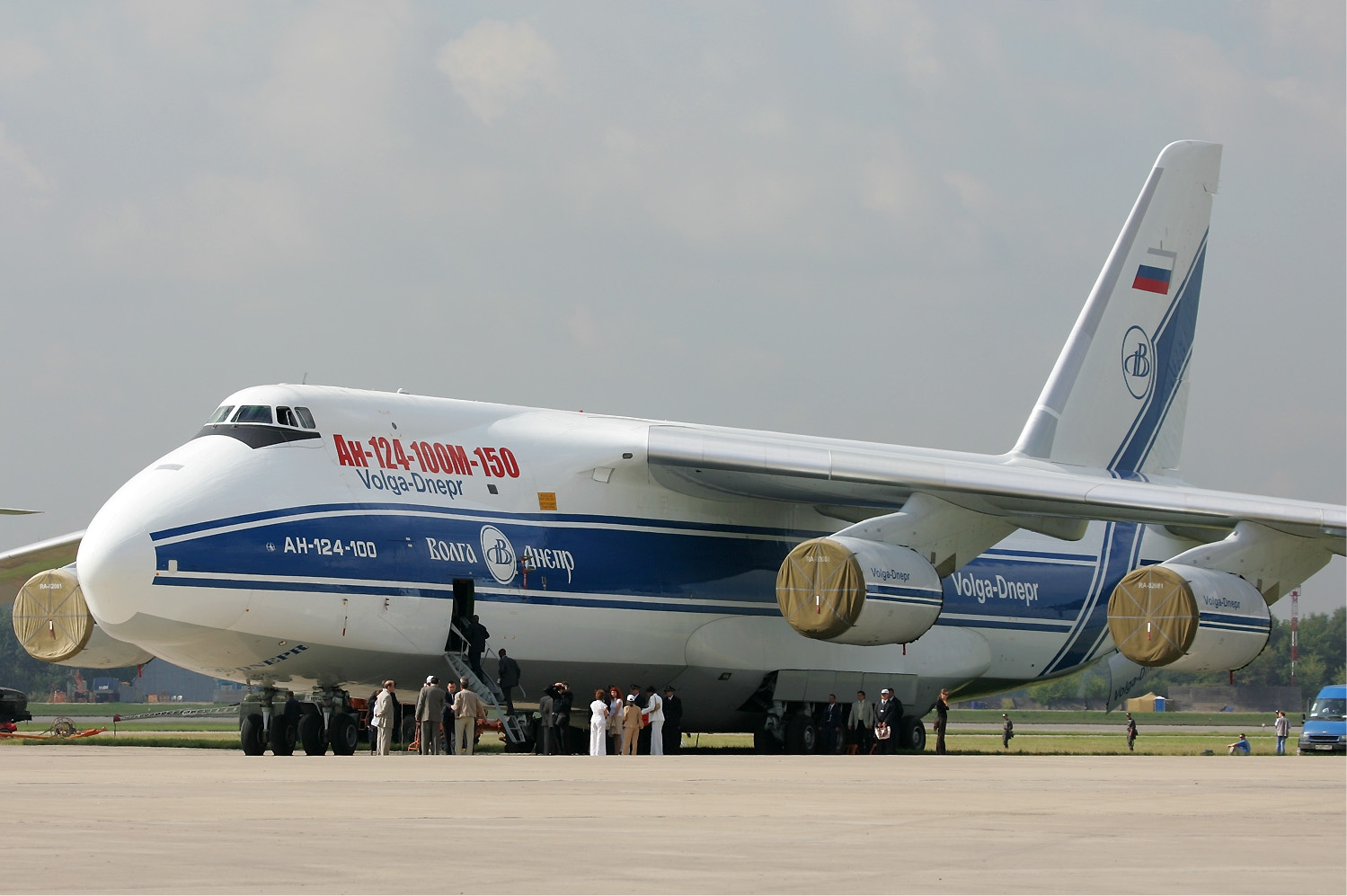
Antonov An-124-100M
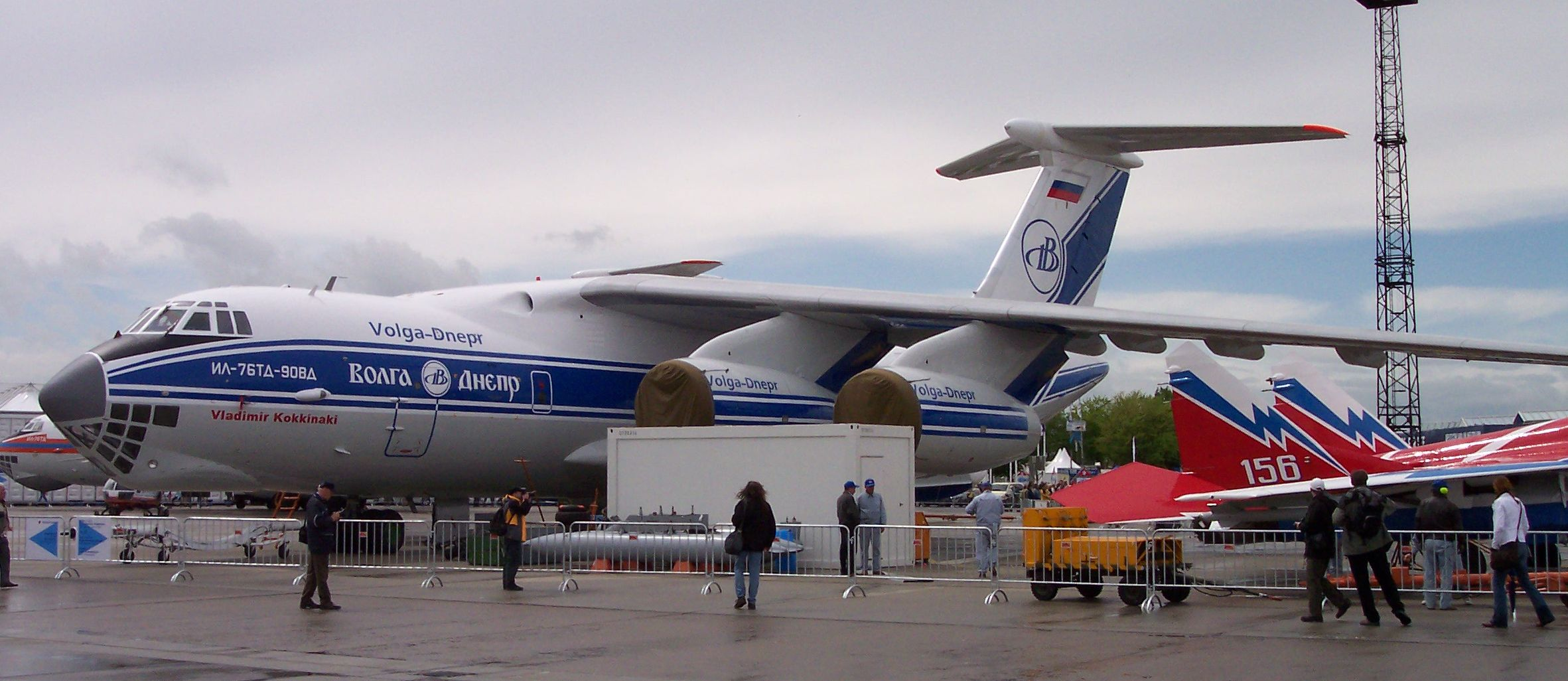
Iljušin Il-76TD-90VD
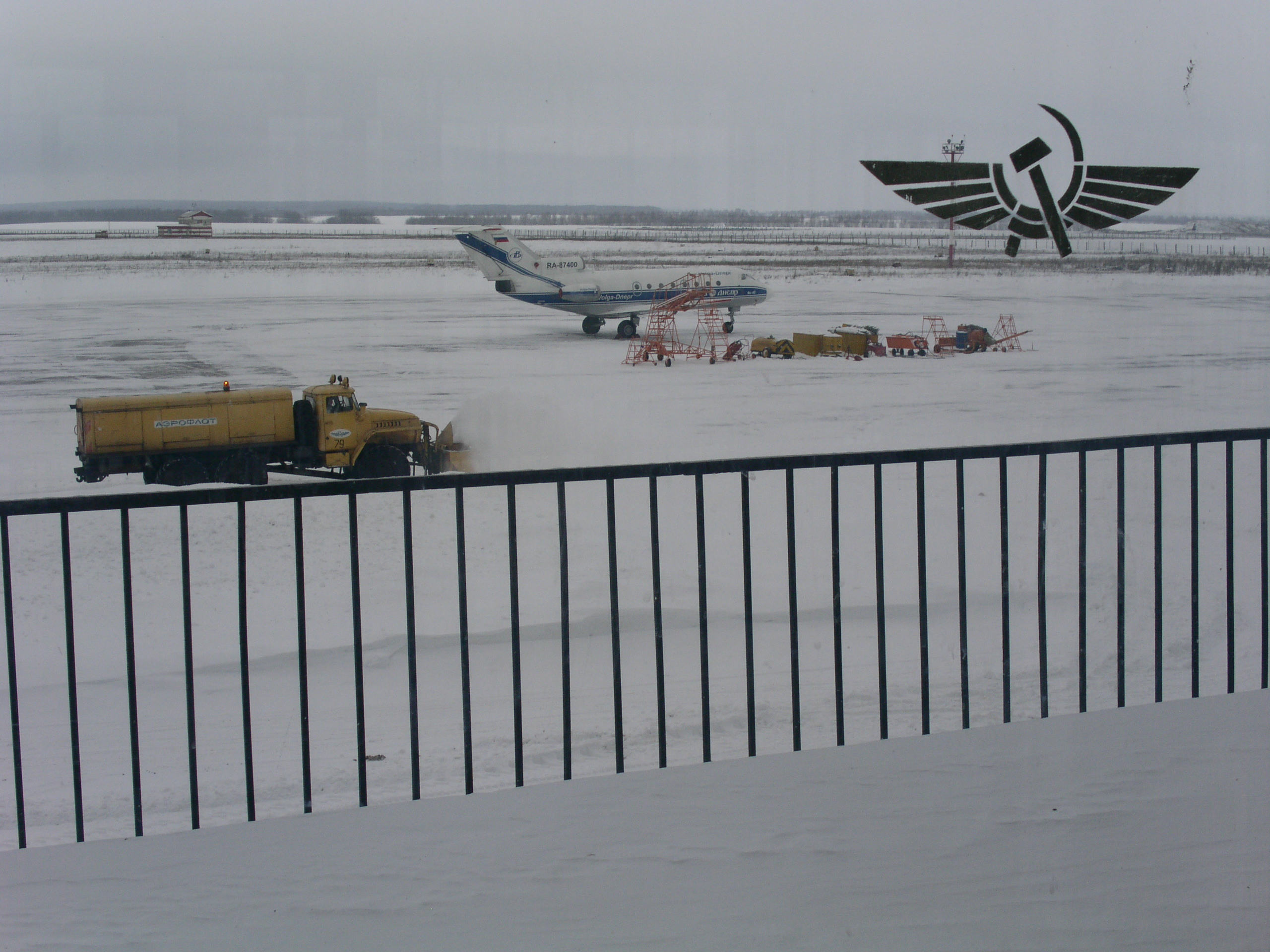
Jakovlev Jak-40